# Albert Durant
Albert Paul Durant (Bruxelles, 1º luglio 1892 – Etterbeek, giugno 1958) è stato un pallanuotista belga, vincitore di due medaglie d'argento all'olimpiade di Anversa 1920 e di Parigi 1924 ed una di bronzo a Stoccolma 1912.